# Clematis simensis
Clematis simensis là một loài thực vật có hoa trong họ Mao lương. Loài này được Fresen. mô tả khoa học đầu tiên năm 1837.